# Prirétxie
Prirétxie - Приречье (rus) és un possiólok del krai de Krasnodar, a Rússia. Es troba al delta del riu Kuban, a la vora dreta del riu Protoka, davant de Sadovi. És a 13 km al sud-oest de Poltàvskaia i a 77 km al nord-oest de Krasnodar.
Pertany al khútor de Protitxka.